# All-Star Baseball ’97 featuring Frank Thomas
Az All-Star Baseball ’97 featuring Frank Thomas baseball-videójáték, az All-Star Baseball sorozat első tagja, melyet az Iguana Entertainment fejlesztett és az Acclaim Entertainment jelentetett meg. A játék 1997. június 30-án jelent meg PlayStation és Sega Saturn otthoni videójáték-konzolokra, kizárólag Észak-Amerikában.

## Fogadtatás
| Összegzőoldal | Értékelés |
| ------------- | --------- |
| GameRankings  | 48% (PS1) |

| Szerző          | Értékelés |
| --------------- | --------- |
| EGM             | 5,75/10   |
| Next Generation | [ 3 ]     |

Kraig Kujawa az Electronic Gaming Monthly hasábján 5,75/10-es pontszámot adott a játékra, kiemelve, hogy „a játék menete még mindig ugyanaz, mint a Frank Thomas Big Hurt Baseballé. És ez nem jó dolog. Az All-Star Baseball bűzlik a középszerűségtől. A játéknak nincs egyetlen egy oldala sem, ami kiemelkedne.” A Next Generation szerkesztői is hasonló véleménnyel voltak; szerintük „Az All-Star Baseball ’97 egyetlen területen sem tűnik ki. Helyette egy tűrhetően kinéző játék átlagos játékmenettel, is-is hangzással, és nem sok mással, amivel kitűnne a tömegből.” A játékra 2/5 csillagos pontszámot adtak. A GamePro „The Rookie” álnevű szerkesztője hevesebben véleménnyel volt a játékról: „A játékosok laposak és kétdimenziósak, míg az időnkénti rossz kameraszögek nagyon lelohasztják az akciót. Az irányítás gyalázatos, mivel a játékosok túl későn reagálnak a labdára és nem válthatsz át a labdához közelebbi játékosra sem.” Ugyan a Saturn-kiadást a legtöbb cikkíró gyakorlatilag figyelmen kívül hagyta, azonban The Rookie szerint az élvezhetőbb mint a PlayStation-verzió, kiemelve a jobb irányítást, habár ennek ellenére még mindig azt javasolta, hogy a játékosok inkább várják meg a World Series Baseball ’98 megjelenését. A Saturn-kiadást magasabbra értékelte az irányítás és a hangulat kategóriákban, illetve grafika és hangzás tekintetében ugyanannyira.

## Fordítás
- Ez a szócikk részben vagy egészben  az   All-Star Baseball '97 featuring Frank Thomas című angol Wikipédia-szócikk ezen változatának fordításán alapul.  Az eredeti cikk szerkesztőit annak laptörténete sorolja fel. Ez a jelzés csupán a megfogalmazás eredetét és a szerzői jogokat jelzi, nem szolgál a cikkben szereplő információk forrásmegjelöléseként.